# Carl Dahlström (ishockeyspelare)
Carl Erik Dahlström, född 28 januari 1995 i Stockholm, är en svensk professionell ishockeyspelare som spelar för HC Lugano i NL. Han påbörjade sin ishockeykarriär i moderklubben Järfälla HC och anslöt till Linköping HC:s juniorverksamhet inför säsongen 2012/13. Säsongen därpå gjorde han debut med Linköpings seniorlag i Svenska Hockeyligan. Dessförinnan hade Dahlström valts i den andra rundan, som 51:e totalt, av Chicago Blackhawks vid NHL-draften 2013.
Efter ytterligare två säsonger i Linköping, lämnade han klubben inför säsongen 2016/17 då han skrivit ett treårskontrakt med Blackhawks. Han fick dock till en början spela för Blackhawks farmarlag, Rockford Icehogs i AHL, innan han gjorde NHL-debut säsongen 2017/18. Inför säsongen 2019/20 lämnade Dahlström Blackhawks för spel med Winnipeg Jets men byttes bort till Vegas Golden Knights året därpå. Dahlström fick aldrig speltid i Golden Knights och spelade istället för Henderson Silver Knights i AHL. Säsongerna 2021/22 och 2022/23 tillhörde han Toronto Maple Leafs, men spelade främst för Toronto Marlies.
Efter åtta säsonger i Nordamerika återvände Dahlström till och spelade för Färjestad BK säsongen 2023/24. Därefter anslöt han till schweiziska HC Lugano.

## Karriär

### 2012–2016: Juniorår och Linköping HC
Dahlström påbörjade sin ishockeykarriär med moderklubben Järfälla HC. Han värvades till Linköping HC:s juniorverksamhet från Djurgårdens IF:s J18-lag inför säsongen 2012/13. På 37 matcher med LHC:s J20-lag noterades han för totalt 13 poäng; fem mål och åtta assist. Under sommaren 2013 valdes Dahlström i NHL-draften av Chicago Blackhawks i den andra rundan, som nummer 51 totalt.
Säsongen 2013/14 påbörjade Dahlström med Linköping J20. I oktober 2013 skrev han på ett tvåårsavtal med Linköpings A-lag, som trädde i kraft från och med säsongen 2014/15. Från januari 2014 var Dahlström ordinarie i Linköpings seniorlag och debuterade i SHL den 25 januari i en match mot Modo Hockey. Han noterades för sin första poäng en månad senare då han gjorde en assist när klubben besegrade Skellefteå AIK med 6–5. På 12 grundseriematcher stod Dahlström för en assistpoäng. I SM-slutspelet slog Linköping ut Modo Hockey i play-in med 2–0 i matcher. I kvartsfinalserien ställdes man mot Frölunda HC och den 25 mars 2014 gjorde Dahlström sitt första SHL-mål, på Lars Johansson, då Linköping besegrade Frölunda HC med 5–3 i seriens sjätte match. Linköping vann även den efterföljande matchen och slogs senare ut i semifinalserien mot Skellefteå AIK med 4–1 i matcher. På 14 slutspelsmatcher stod Dahlström för ett mål och två assist.
Dahlström var den efterföljande säsongen ordinarie med Linköping i SHL. Han spelade samtliga 55 grundseriematcher och noterades för tre mål och tre assistpoäng. I SM-slutspelet slog Linköping ut HV71 med 4–2 i matcher i kvartsfinalen, men slogs sedan åter ut av Skellefteå AIK i semifinalserien med 4–1 i matcher. På elva slutspelsmatcher stod Dahlström för en assistpoäng. Efter Linköpings uttåg ur SM-slutspelet 2015, åkte Dahlström över till USA för att spela med Blackhawks farmarlag, Rockford Icehogs i AHL. Han gjorde AHL-debut den 12 april 2015, i en 3–4-förlust mot Charlotte Checkers. I samma match stod han också för sin första poäng i AHL då han assisterade till ett mål av Tanner Kero. Han spelade sedan ytterligare en match för Icehogs och fick sedan ingen speltid alls under det efterföljande Calder Cup-slutspelet.

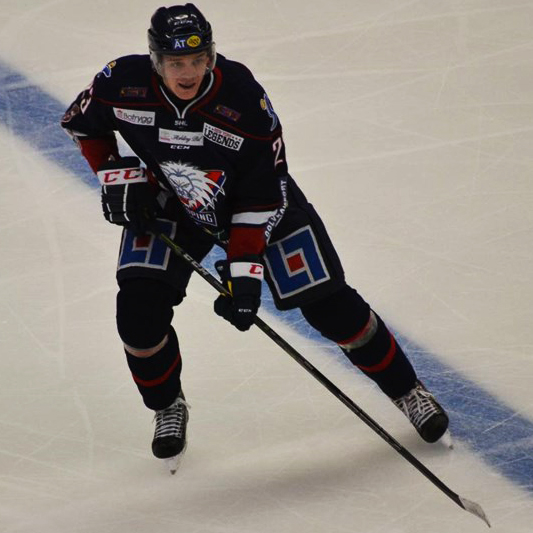
Dahlström med Linköping HC 2014.

Han återvände sedan till Linköping och förlängde sitt kontrakt med klubben med ytterligare ett år den 19 november 2015. Säsongen 2015/16 var Dahlströms dittills bästa i SHL, poängmässigt sett. På 50 matcher stod han för åtta poäng (ett mål, sju assist). I slutspelet slogs laget ut av Växjö Lakers Hockey i kvartsfinal med 4–2 i matcher. Likt föregående säsong lämnade Dahlström Linköping efter slutspelet, för att spela för Rockford Icehogs i AHL. Totalt spelade han sju matcher för klubben innan lagets slogs ut i Calder Cup-slutspelet. På dessa matcher noterades han för en assistpoäng.

### 2016–2023: Spel i Nordamerika
I mitten av april 2016 meddelades det att Dahlström skrivit på ett treårskontrakt med Chicago Blackhawks. I oktober samma år meddelade Blackhawks att man skickat ner Dahlström till deras farmarlag Rockford Icehogs. Den 22 oktober 2016 gjorde Dahlström sitt första AHL-mål, på Mark Visentin, då Icehogs besegrade Milwaukee Admirals med 2–3. Laget misslyckades att ta sig till slutspel. Dahlström tillbringade hela säsongen i AHL och stod på 70 matcher för elva poäng (sex mål, fem assist).
Dahlström inledde även sin andra säsong från start i Nordamerika med spel i AHL med Icehogs. Efter att ha gjort en stark säsong med Icehogs 2017/18, med 23 poäng på 47 matcher (3 mål, 20 assist), meddelades det att Dahlström flyttats upp till Blackhawks den 9 februari 2018. Vid den här tiden var han Icehogs poängmässigt bästa back. Dagen därpå gjorde han NHL-debut, då Blackhawks föll mot Minnesota Wild med 0–3. Den 17 februari 2018, i sin femte NHL-match, noterades Dahlström för sin första NHL-poäng då Blackhawks besegrade Washington Capitals med 7–1. Totalt spelade han elva NHL-matcher, och noterades för tre assistpoäng, innan han skickades tillbaka till Icehogs den 9 mars 2018. I AHL spelade han 68 grundseriematcher och stod för 28 poäng (3 mål, 25 assist). I det efterföljande Calder Cup-slutspelet slog Icehogs ut både Chicago Wolves och Manitoba Moose, innan man besegrades av Texas Stars med 4–2 i semifinalserien. Under säsongens gång blev Dahlström uttagen att spela i AHL:s All Star-match.

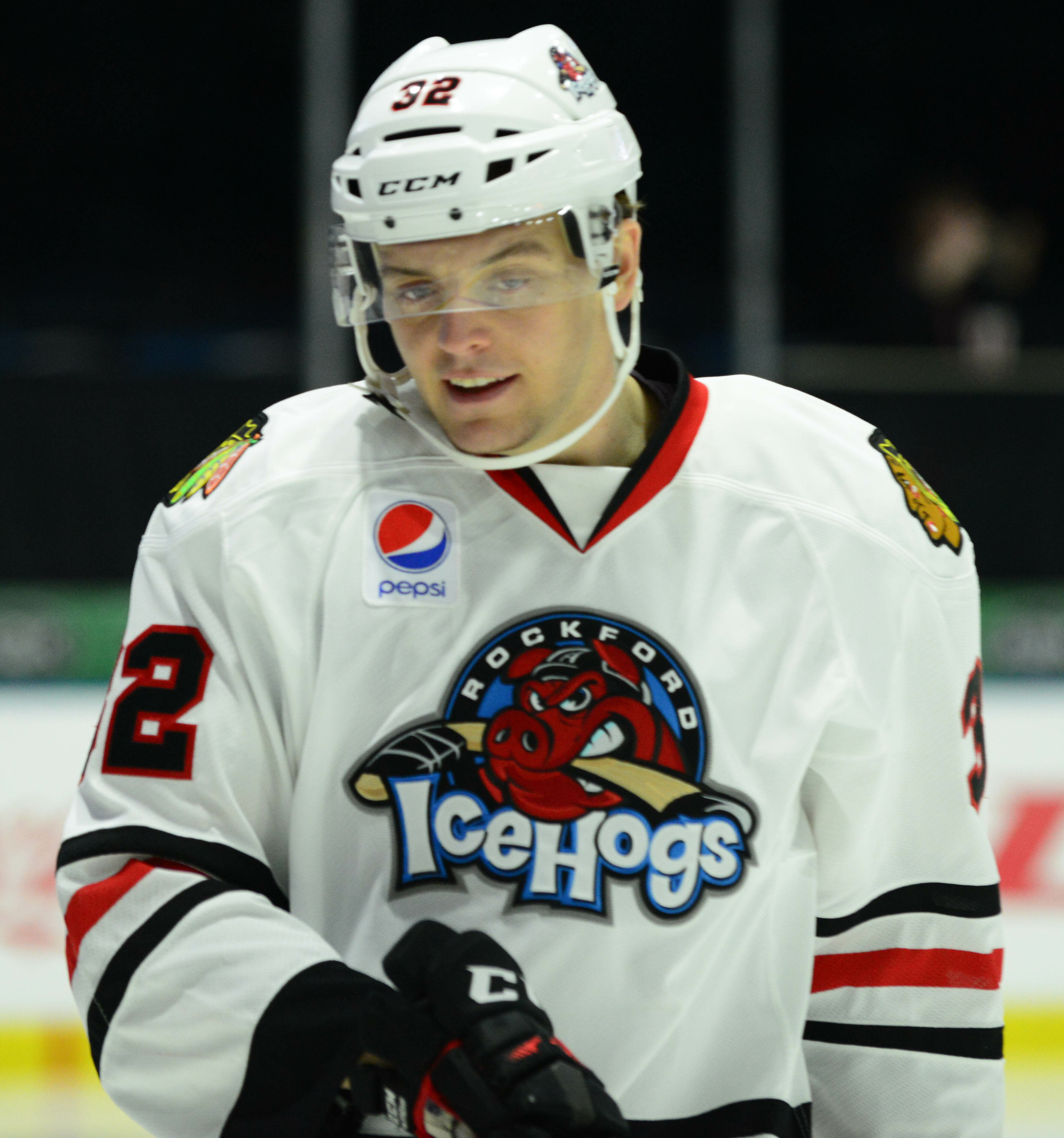
Dahlström med Icehogs 2018.

Säsongen 2018/19 inledde Dahlström med Icehogs i AHL. Han var en av spelarna att utses till assisterande lagkapten. Efter 22 matcher och åtta gjorda poäng i AHL, kallades Dahlström upp till Blackhawks den 12 december 2018. Den 27 mars 2019 meddelade klubben att man förlängt avtalet med Dahlström med ytterligare två säsonger. På 38 grundseriematcher noterades han för sex assistpoäng.
Den 1 oktober 2019 meddelades det att Dahlström värvats av Winnipeg Jets. I oktober 2019, i inledningen av säsongen, spelade Dahlström tio matcher för Jets. Därefter fick han sporadiskt med speltid. I sin 15:e match för säsongen, den 14 januari 2020, ådrog han sig en fraktur i handen och spelade därefter inte mer under säsongen.
Den 9 oktober 2020 byttes Dahlström bort till Vegas Golden Knights, tillsammans med ett draftval i fjärderundan i 2022 års NHL draft, mot centern Paul Stastny. Den följande säsongen tillbringade han i AHL med Golden Knights farmarlag, Henderson Silver Knights. På 17 grundseriematcher stod han för tio poäng, varav ett mål.
Den 28 juli 2021 bekräftades det att Dahlström skrivit ett ettårigt tvåvägskontrakt med Toronto Maple Leafs i NHL. Den 6 oktober samma år blev Dahlström uppsatt på waiverslistan av Maple Leafs, dock utan att bli upplockad av någon annan klubb. Detta medförde att han kort därefter fick inleda säsongen 2021/22 med farmarlaget Toronto Marlies i AHL. Dahlström tillbringade den större delen av säsongen i AHL, där han noterades för 14 assistpoäng på 49 matcher. Under den andra halvan av säsongen kallades han vid flera tillfällen upp till Maple Leafs och spelade totalt tre matcher i NHL, där han stod för två assistpoäng. Den 9 mars 2022 bekräftades det att Dahlström förlängt sitt avtal med klubben med ytterligare ett år.
Under en försäsongsmatch i september 2022 ådrog sig Dahlström en axelskada som krävde operation, vilken gjorde att han missade en stor del av säsongen 2022/23. Han gjorde comeback i slutet av mars 2023 och spelade återstoden av säsongen i AHL för Marlies. På åtta grundseriematcher noterades han för en assistpoäng. Laget vann North Division och tog sig till kvartsfinal i Calder Cup-slutspelet sedan man slagit ut Utica Comets. Väl där föll man dock mot Rochester Americans med 3–0 i matcher. På sju slutspelsmatcher stod Dahlström för ett mål.

### Från 2023: Färjestad BK och HC Lugano
Efter åtta säsonger i Nordamerika meddelades det den 1 juni 2023 att Dahlström återvänt till Sverige då han skrivit ett treårsavtal med Färjestad BK i SHL. Han gjorde sin poängmässigt bästa säsong i SHL då han på 50 grundseriematcher noterades för 15 poäng, varav ett mål. Dahlström slutade på andra plats i SHL:s plus/minus-statistik, bakom Peter Cehlárik, med en notering på +28. Färjestad vann grundserien, men slogs sedan omgående ut i kvartsfinalserien mot Rögle BK med 4–0 i matcher. I början av april 2024 bekräftade Färjestad att Dahlström lämnat klubben, trots två år kvar på avtalet.
Den 2 maj 2024 bekräftade den schweiziska klubben HC Lugano att man skrivit ett tvåårsavtal med Dahlström. 17 september samma år gjorde Dahlström debut i National League i en match mot EV Zug. I omgång två, två dagar senare, stod han för sitt första mål i ligan, på Luca Hollenstein, i en 4–2-seger mot HC Davos. I grundserien slutade Lugano näst sist och på 41 matcher stod Dahlström för två mål och sju assistpoäng. Laget fick kvalspela mot HC Ajoie för att hålla sig kvar i ligan; något man också lyckades med.

## Statistik
| 2013–14    | Linköping HC             | SHL        | 12  | 0  | 1  | 1  | 0  | 14 | 1 | 2 | 3  | 2  |
| 2014–15    | Linköping HC             | SHL        | 55  | 3  | 3  | 6  | 12 | 11 | 0 | 1 | 1  | 4  |
| 2014–15    | Rockford Icehogs         | AHL        | 2   | 0  | 1  | 1  | 2  | —  | — | — | —  | —  |
| 2015–16    | Linköping HC             | SHL        | 50  | 1  | 7  | 8  | 14 | 6  | 0 | 1 | 1  | 4  |
| 2015–16    | Rockford Icehogs         | AHL        | 4   | 0  | 0  | 0  | 6  | 3  | 0 | 1 | 1  | 2  |
| 2016–17    | Rockford Icehogs         | AHL        | 70  | 6  | 5  | 11 | 16 | —  | — | — | —  | —  |
| 2017–18    | Rockford Icehogs         | AHL        | 64  | 3  | 25 | 28 | 22 | 13 | 3 | 6 | 9  | 4  |
| 2017–18    | Chicago Blackhawks       | NHL        | 11  | 0  | 3  | 3  | 0  | —  | — | — | —  | —  |
| 2018–19    | Rockford Icehogs         | AHL        | 22  | 1  | 7  | 8  | 10 | —  | — | — | —  | —  |
| 2018–19    | Chicago Blackhawks       | NHL        | 38  | 0  | 6  | 6  | 6  | —  | — | — | —  | —  |
| 2019–20    | Winnipeg Jets            | NHL        | 15  | 0  | 1  | 1  | 6  | —  | — | — | —  | —  |
| 2020–21    | Henderson Silver Knights | AHL        | 17  | 1  | 9  | 10 | 4  | 2  | 0 | 0 | 0  | 0  |
| 2021–22    | Toronto Marlies          | AHL        | 49  | 0  | 14 | 14 | 10 | —  | — | — | —  | —  |
| 2021–22    | Toronto Maple Leafs      | NHL        | 3   | 0  | 2  | 2  | 2  | —  | — | — | —  | —  |
| 2022–23    | Toronto Marlies          | AHL        | 8   | 0  | 1  | 1  | 2  | 7  | 1 | 0 | 1  | 4  |
| 2023–24    | Färjestad BK             | SHL        | 50  | 1  | 14 | 15 | 6  | 4  | 0 | 2 | 2  | 2  |
| 2024–25    | HC Davos                 | NL         | 41  | 2  | 7  | 9  | 6  | 3  | 0 | 0 | 0  | 2  |
| AHL totalt | AHL totalt               | AHL totalt | 236 | 11 | 62 | 73 | 68 | 25 | 4 | 7 | 11 | 10 |
| SHL totalt | SHL totalt               | SHL totalt | 167 | 5  | 25 | 30 | 32 | 35 | 1 | 6 | 7  | 12 |
| NHL totalt | NHL totalt               | NHL totalt | 67  | 0  | 12 | 12 | 14 | —  | — | — | —  | —  |